# Медина, Агустин
Диего Агустин Медина (исп. Diego Agustín Medina; род. 24 октября 2006, Алехандро Корн, Буэнос-Айрес) — аргентинский футболист, полузащитник клуба «Ланус».

## Клубная карьера
Медина — воспитанник клуба «Ланус». 2 февраля 2025 года в матче против «Атлетико Сармьенто» он дебютировал в аргентинской Примере. 7 мая в поединке Южноамериканского кубка против перуанского «Мельгара» Агустин забил свой первый гол за «Ланус».